# James H. Burnley

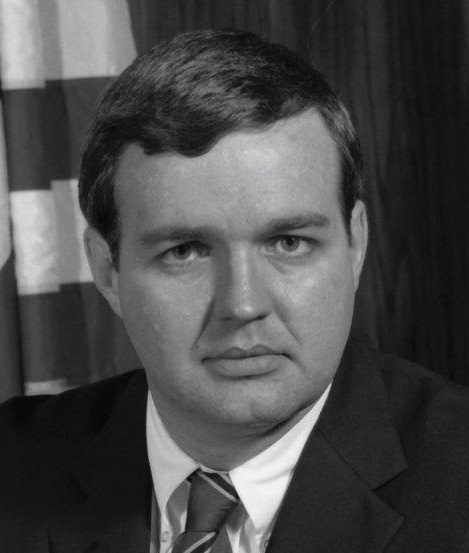
James H. Burnley

James Horace Burnley (* 30. Juli 1948 in High Point, North Carolina) ist ein US-amerikanischer Geschäftsmann und ehemaliger Politiker (Republikanische Partei), der im Kabinett von Präsident Ronald Reagan das Amt des Verkehrsministers bekleidete.
Burnley studierte an der Yale University und machte dort 1970 seinen Bachelor-Abschluss mit magna cum laude. 1973 erhielt er seinen Juris Doctor an der Harvard University. Zwischen 1973 und 1981 arbeitete er als Anwalt für zwei Kanzleien in Greensboro. Danach war er von 1981 bis 1982 als Direktor der Wohlfahrtsorganisation Volunteers in Service to America (VISTA) tätig.
1982 trat er in die Regierung Reagan ein und wurde Assistent des stellvertretenden Attorney General. Im folgenden Jahr wechselte Burnley ins Verkehrsministerium: zunächst als Leiter der Rechtsabteilung, dann bis 1987 zunächst als stellvertretender Minister, ehe er die Nachfolge von Ministerin Elizabeth Dole antrat. Mit dem Ende der Präsidentschaft von Ronald Reagan im Januar 1989 schied auch Burnley aus der Regierung aus.
Im Vorfeld der Präsidentschaftswahl 1996 fungierte James Burnley als Berater der Wahlkampagne von Bob Dole, der jedoch dem demokratischen Amtsinhaber Bill Clinton unterlag. Später gehörte er dem Board of Directors der Firma Infrasoft an, ehe er 2001 eine Tätigkeit als Lobbyist für die Flugzeugindustrie aufnahm.